# Parafia Matki Bożej Dobrej Rady w Wólce Mińskiej
Parafia Matki Bożej Dobrej Rady w Wólce Mińskiej – parafia rzymskokatolicka należąca do dekanatu mińskiego - Narodzenia NMP, diecezji warszawsko-praskiej, metropolii warszawskiej Kościoła katolickiego, znajdująca się w Wólce Mińskiej.

## Zasięg parafii
Do parafii należą wierni z części Mińska Mazowieckiego oraz z następujących miejscowości: Borek Miński, Dłużka, Karolina, Wólka Mińska.

## Historia
Podczas wizyty kanonicznej przeprowadzonej w parafii NNMP w Mińsku Mazowieckim w dniach 17–18 października 1992, bp Ordynariusz Kazimierz Romaniuk zlecił ks. Kanonikowi Tadeuszowi Wasilukowi, by usilnie i wytrwale organizować kolejne ośrodki duszpasterskie; między innymi w Wólce Mińskiej.
26 kwietnia 2008 r. został erygowany Ośrodek Duszpasterski pod wezwaniem Matki Bożej Dobrej Rady w Wólce Mińskiej. Siedem miesięcy od decyzji erygującej ośrodek duszpasterski Matki Bożej Dobrej Rady Ordynariusz Diecezji warszawsko-praskiej Abp Henryk Hoser erygował parafię pod tym samym wezwaniem, aby zgodnie z kanonem nr 516 Kodeksu Prawa Kanonicznego ułatwić wiernym korzystanie z sakramentów świętych. Dekret został przekazany w uroczystość Chrystusa Króla Wszechświata (21 listopada 2008) przez Ordynariusza ks. Jerzemu Daneckiemu, którego mianował proboszczem nowo powstałej parafii. Dekret wszedł w życie z dniem 23 listopada 2008.

## Nabożeństwa
- niedziela – 09:00, 11:00 (msza dla dzieci), 17:00
- dzień powszedni – wtorki: 7:00, pozostałe dni: 17:30